# Boxe nos Jogos Olímpicos de Verão de 1968
O boxe nos Jogos Olímpicos de Verão de 1968 foi realizado na Cidade do México, no México, com onze eventos disputados. A categoria mosca-ligeiro foi introduzida durante os Jogos da Cidade do México, única adição ao programa do boxe olímpico.

## Eventos do boxe
Masculino: Peso mosca-ligeiro | Peso mosca | Peso galo | Peso pena | Peso leve | Peso meio-médio-ligeiro | Peso meio-médio | Peso super-médio | Peso médio | Peso meio-pesado | Peso pesado

## Peso mosca-ligeiro (até 48 kg)
| Pos. | País                 | Atletas             |
| ---- | -------------------- | ------------------- |
|      | Venezuela (VEN)      | Francisco Rodríguez |
|      | Coreia do Sul (KOR)  | Jee Yong-Ju         |
|      | Polônia (POL)        | Hubert Skrzypczak   |
|      | Estados Unidos (USA) | Harlan Marbley      |

## Peso mosca (até 51 kg)
| Pos. | País          | Atletas              |
| ---- | ------------- | -------------------- |
|      | México (MEX)  | Ricardo Delgado      |
|      | Polônia (POL) | Artur Olech          |
|      | Brasil (BRA)  | Servílio de Oliveira |
|      | Uganda (UGA)  | Leo Rwabdogo         |

## Peso galo (até 54 kg)
| Pos. | País                  | Atletas          |
| ---- | --------------------- | ---------------- |
|      | União Soviética (URS) | Valerian Sokolov |
|      | Uganda (UGA)          | Eridadi Mukwanga |
|      | Coreia do Sul (KOR)   | Chang Kyou-Chul  |
|      | Japão (JPN)           | Eiji Morioka     |

## Peso pena (até 57 kg)
| Pos. | País                 | Atletas          |
| ---- | -------------------- | ---------------- |
|      | México (MEX)         | Antonio Roldán   |
|      | Estados Unidos (USA) | Alberto Robinson |
|      | Bulgária (BUL)       | Ivan Mikhailov   |
|      | Quênia (KEN)         | Philip Waruinge  |

## Peso leve (até 60 kg)
| Pos. | País                 | Atletas         |
| ---- | -------------------- | --------------- |
|      | Estados Unidos (USA) | Ronald Harris   |
|      | Polônia (POL)        | Józef Grudzień  |
|      | Iugoslávia (YUG)     | Zvonimir Vujin  |
|      | Romênia (ROM)        | Calistrat Cutov |

## Peso meio-médio-ligeiro (até 63,5 kg)
| Pos. | País                 | Atletas             |
| ---- | -------------------- | ------------------- |
|      | Polônia (POL)        | Jerzy Kulej         |
|      | Cuba (CUB)           | Enrique Requeiferos |
|      | Estados Unidos (USA) | James Wallington    |
|      | Finlândia (FIN)      | Arto Nilsson        |

## Peso meio-médio (até 67 kg)
| Pos. | País                    | Atletas            |
| ---- | ----------------------- | ------------------ |
|      | Alemanha Oriental (GDR) | Manfred Wolke      |
|      | Camarões (CMR)          | Joseph Bessala     |
|      | Argentina (ARG)         | Mario Guilloti     |
|      | União Soviética (URS)   | Vladimir Musalimov |

## Peso super-médio (até 71 kg)
| Pos. | País                     | Atletas          |
| ---- | ------------------------ | ---------------- |
|      | União Soviética (URS)    | Boris Lagutin    |
|      | Cuba (CUB)               | Rolando Garbey   |
|      | Alemanha Ocidental (FRG) | Günther Meier    |
|      | Estados Unidos (USA)     | John Lee Baldwin |

## Peso médio (até 75 kg)
| Pos. | País                  | Atletas          |
| ---- | --------------------- | ---------------- |
|      | Grã-Bretanha (GBR)    | Chris Finnegan   |
|      | União Soviética (URS) | Alexey Kiselev   |
|      | Estados Unidos (USA)  | Al Jones         |
|      | México (MEX)          | Agustín Zaragoza |

## Peso meio-pesado (até 81 kg)
| Pos. | País                  | Atletas          |
| ---- | --------------------- | ---------------- |
|      | União Soviética (URS) | Daniel Poznyak   |
|      | Romênia (ROM)         | Ion Monea        |
|      | Bulgária (BUL)        | Georghi Stankov  |
|      | Polônia (POL)         | Stanislaw Dragan |

## Peso pesado (+ 81 kg)
| Pos. | País                  | Atletas         |
| ---- | --------------------- | --------------- |
|      | Estados Unidos (USA)  | George Foreman  |
|      | União Soviética (URS) | Ionas Chepulis  |
|      | Itália (ITA)          | Giorgio Bambini |
|      | México (MEX)          | Joaquín Rocha   |

## Quadro de medalhas do boxe
| Ordem | País                     | Medalha de ouro | Medalha de prata | Medalha de bronze | Total |
| ----- | ------------------------ | --------------- | ---------------- | ----------------- | ----- |
| 1     | União Soviética (URS)    | 3               | 2                | 1                 | 6     |
| 2     | Estados Unidos (USA)     | 2               | 1                | 4                 | 7     |
| 3     | México (MEX)             | 2               | 0                | 2                 | 4     |
| 4     | Polônia (POL)            | 1               | 2                | 2                 | 5     |
| 5     | Alemanha Oriental (GDR)  | 1               | 0                | 0                 | 1     |
| 5     | Grã-Bretanha (GBR)       | 1               | 0                | 0                 | 1     |
| 5     | Venezuela (VEN)          | 1               | 0                | 0                 | 1     |
| 8     | Cuba (CUB)               | 0               | 2                | 0                 | 2     |
| 9     | Coreia do Sul (KOR)      | 0               | 1                | 1                 | 2     |
| 9     | Romênia (ROM)            | 0               | 1                | 1                 | 2     |
| 9     | Uganda (UGA)             | 0               | 1                | 1                 | 2     |
| 12    | Camarões (CMR)           | 0               | 1                | 0                 | 1     |
| 13    | Bulgária (BUL)           | 0               | 0                | 2                 | 2     |
| 14    | Alemanha Ocidental (FRG) | 0               | 0                | 1                 | 1     |
| 14    | Argentina (ARG)          | 0               | 0                | 1                 | 1     |
| 14    | Brasil (BRA)             | 0               | 0                | 1                 | 1     |
| 14    | Finlândia (FIN)          | 0               | 0                | 1                 | 1     |
| 14    | Itália (ITA)             | 0               | 0                | 1                 | 1     |
| 14    | Iugoslávia (YUG)         | 0               | 0                | 1                 | 1     |
| 14    | Japão (JPN)              | 0               | 0                | 1                 | 1     |
| 14    | Quênia (KEN)             | 0               | 0                | 1                 | 1     |